# 中国驻欧盟使团大使列表
本列表为中国驻欧盟使团历任大使名录。

## 历任中国驻欧洲联盟大使

### 中华人民共和国驻欧共体、欧盟使团团长（1975年－2005年）
1975年5月6日，中华人民共和国与欧洲经济共同体建交，开始任命驻比利时大使兼任驻欧洲经济共同体使团团长。2003年，因应欧盟正式成立，驻欧共体使团更名为驻欧盟使团。
| 姓名   | 任命           | 任命           | 到任           | 递交委任书     | 递交委任书    | 免职           | 免职           | 离任          | 外交衔级 | 外交职务 | 备注       | 备注 |
| 姓名   | 全国人大常委会 | 主席           | 到任           | 理事会主席     | 委员会主席    | 全国人大常委会 | 主席           | 离任          | 外交衔级 | 外交职务 | 备注       | 备注 |
| ------ | -------------- | -------------- | -------------- | -------------- | ------------- | -------------- | -------------- | ------------- | -------- | -------- | ---------- | ---- |
| 李连璧 | 不適用         | 不適用         | 1975年9月      | 1975年9月15日  | 1975年9月16日 | 1976年12月2日  | 不適用         | 1976年2月3日  | 大使     | 使团团长 | 驻比利时兼 |      |
| 宦乡   | 1976年12月2日  | 不適用         | 1976年5月4日   | 1976年6月1日   | 1976年6月1日  | 1978年3月7日   | 不適用         | 1978年3月10日 | 大使     | 使团团长 | 驻比利时兼 |      |
| 康矛召 | 1978年3月7日   | 不適用         | 1978年5月4日   | 1978年6月28日  | 1978年6月26日 | 1981年3月6日   | 不適用         | 1981年2月28日 | 大使     | 使团团长 | 驻比利时兼 |      |
| 郑为之 | 1981年3月6日   | 不適用         | 1981年3月18日  | 1981年4月28日  | 1981年4月13日 | 1983年3月5日   | 不適用         | 1983年2月1日  | 大使     | 使团团长 | 驻比利时兼 |      |
| 章曙   | 1983年3月5日   | 不適用         | 1983年8月      | 1983年10月6日  | 1983年9月19日 | 1985年3月21日  | 1985年8月21日  | 1985年6月     | 大使     | 使团团长 | 驻比利时兼 |      |
| 刘山   | 1985年3月21日  | 1985年8月21日  | 1985年8月      | 1985年10月1日  | 1985年9月23日 | 1989年12月12日 | 1989年12月12日 | 1990年1月     | 大使     | 使团团长 | 驻比利时兼 |      |
| 夏道生 | 1990年3月20日  | 1990年3月20日  | 1990年6月27日  | 1990年7月16日  | 1990年9月3日  | 1992年2月21日  | 1992年2月21日  | 1992年5月     | 大使     | 使团团长 | 驻比利时兼 |      |
| 丁原洪 | 1992年7月23日  | 1992年7月23日  | 1992年10月22日 | 1992年11月10日 | 1992年12月1日 | 1996年10月25日 | 1996年10月25日 | 1997年2月     | 大使     | 使团团长 | 驻比利时兼 |      |
| 宋明江 | 1996年10月25日 | 1996年10月25日 | 1997年2月      | 1997年3月11日  | 1997年3月6日  | 2001年8月31日  | 2001年11月27日 | 2001年10月    | 大使     | 使团团长 | 驻比利时兼 |      |
| 关呈远 | 2001年8月31日  | 2001年11月27日 | 2001年11月     |                |               | 不適用         | 不適用         | 2005年1月     | 大使     | 使团团长 | 驻比利时兼 |      |

### 中华人民共和国驻欧盟使团团长（2005年至今）
2005年1月，中华人民共和国驻比利时大使兼驻欧盟使团团长关呈远不再担任驻比利时大使一职，专任驻欧盟使团团长。中华人民共和国自此开始派遣驻欧盟专使。
| 姓名   | 任命           | 任命           | 到任           | 递交国书       | 递交国书      | 免职           | 免职           | 离任       | 外交衔级 | 外交职务     | 备注         | 备注 |
| 姓名   | 全国人大常委会 | 主席           | 到任           | 理事会主席     | 委员会主席    | 全国人大常委会 | 主席           | 离任       | 外交衔级 | 外交职务     | 备注         | 备注 |
| ------ | -------------- | -------------- | -------------- | -------------- | ------------- | -------------- | -------------- | ---------- | -------- | ------------ | ------------ | ---- |
| 关呈远 | 不適用         | 不適用         | 2005年1月      | 不適用         | 不適用        | 2007年12月29日 | 2008年3月12日  | 2008年2月  | 大使     | 特命全权大使 | 由兼驻转专驻 |      |
| 宋哲   | 2007年12月29日 | 2008年3月12日  | 2008年3月8日   | 2008年3月11日  | 2008年3月26日 | 2011年10月29日 | 2012年2月17日  | 2012年1月  | 大使     | 特命全权大使 |              |      |
| 吴海龙 | 2011年10月29日 | 2012年2月17日  | 2012年2月5日   | 2012年3月14日  | 2012年3月8日  | 2013年8月30日  | 2014年1月16日  | 2014年1月  | 大使     | 特命全权大使 |              |      |
| 杨燕怡 | 2013年8月30日  | 2014年1月16日  | 2014年1月6日   | 2014年1月29日  | 2014年2月6日  | 2016年12月25日 | 2017年10月16日 | 2017年9月  | 大使     | 特命全权大使 |              |      |
| 张明   | 2016年12月25日 | 2017年10月16日 | 2017年10月7日  | 2017年11月8日  |               | 2021年12月24日 | 2023年1月5日   | 2021年12月 | 大使     | 特命全权大使 |              |      |
| 傅聪   | 2022年9月2日   | 2023年1月5日   | 2022年12月10日 | 2022年12月16日 | 2023年1月26日 |                | 2024年9月30日  | 2024年3月  | 大使     | 特命全权大使 |              |      |
| 蔡润   |                | 2024年9月30日  | 2024年9月27日  | 2024年11月14日 | 2025年5月20日 | 现任           |                |            | 大使     | 特命全权大使 |              |      |